# Хексера
Хексера (на латински: hexaremis; на старогръцки: ἑξήρης [hexērēs]) е древен кораб от вид триера.
Дйонисий II от Сиракуза (397 – 337 пр.н.е.) строи за пръв път една хексера.
Хексерата е по-широка от пентерата. Този вид кораби е използван още по време на морските битки на диадохите и през пуническите войни.
През времето на Римската империя този вид кораб се строял в двуредна версия и бил най-големият използван във флота кораб. Те имали размерите: 56 m дължина, 11 m ширина при дълбочина от 1,5 m. Необходими били 480 души за греблата, 20 души персонал и 170 морски войници.
Марк Випсаний Агрипа (63 – 12 пр.н.е.) използва за пръв път на тези кораби харпакс. Корабите имали оръдия за хвърляне на камъни и катапулти.